# Djedjé Kouassi
Djedjé Kouassi (1964)  is een Ivoriaans Internationaal Grootmeester dammen. 
Hij startte zijn internationale carrière zeer sterk met het behalen van de Afrikaanse titel in 1982 en de gedeelde 7e plaats in het  wereldkampioenschap 1982 en gedeelde 5e plaats in het wereldkampioenschap 1983 waarbij opvallend was dat hij al zijn drie partijen tegen Jannes van der Wal won. 
Hij presteerde daarna minder goed met een gedeelde 5e plaats op het jeugdwereldkampioenschap 1983 en een gedeelde 8e plaats op het Afrikaans kampioenschap 1984 en speelde geen grote internationale titeltoernooien meer. 
Hij speelde nog wel af en toe open toernooien en won daarbij onder andere de eerste editie van The Hague Open in 1996.

## Deelname aan hetwereldkampioenschap
| Jaar | Locatie   | Klassering | Score | W-R-V |
| ---- | --------- | ---------- | ----- | ----- |
| 1982 | São Paulo | ged. 7     | 13-14 | 3-8-2 |
| 1983 | Amsterdam | ged. 5     | 14-13 | 3-7-4 |